# 쿠르스카야역 (콜체바야선)
쿠르스카야 역(러시아어: Ку́рская)은 모스크바 지하철 콜체바야 선의 역이다. 1950년 1월 1일에 개장했다. 역의 이름은 인근에 있는 쿠르스키 철도 터미널에서 붙은 것이다.

## 디자인
쿠르스카야 역은 전체적으로 스탈린 양식으로 제작되었다.

## 환승
쿠르스카야 역에서는 아르바츠코 포크롭스카야 선의 쿠르스카야 역과 류블린스코 드미트롭스카야 선의 치칼롭스카야으로 갈아탈 수 있다.